# Нуклеарна анксиозност
Нуклеарна анксиозност је врста бојазни, забринутости или хронични страх од пропасти животне средине након нуклеарне катастрофе. Ова врста осећаја анксиозности је у великој мери заснован на тренутном и предвиђеном будућем стању људске делатности у области нуклеарног наоружавања, и његовог негативног друштвеног, политичког и здравственог утицаја. На то утиче у великој мери и еманципаторска реторика пре свега из Сједињених Амњеичких Држа, пуна анксиозних фантазија о атомском добу и доласку судњег дана објављених у бројним текстова у штампаним и дигиталним медија.
И док психијатри и психолози (који су навикли да се свакодневно баве „решавањем конфликата“ у својој медицинској пракси), желе да примене своје терапеутске технике у преговорима суперсила о нуклеаарном наоружавању, постоје велике разлике између политичара и пацијената. Јер док психотерапеути покушавају да натерају пацијенте да препознају и преузму одговорност за допринос тензијама у породици и окружењу, политички лидери нерадо желе да дају допринос своје земље смањивању међународних тензија, укључујући и претњу нуклеарним средствима.

## Нуклеарна анксиозност кроз историју
Нуклеарну анксиозност која се може дефинисати као „страх од нуклеарног рата и његових последица“.   први пут га је описала амерички антрополог Маргарет Мид, која је 1960-их година заговарала да овај страх треба да буде усмерен ка миру, а не на окупљању за апокалиптично наоружавање.
Међутим нуклеарна анксиозност вуче своје корене скоро један век уназад. Страх од нуклеарног рата материјализовао се из ничега и веровати да је избио, потпуно формиран, у јавну свест 6. августа 1945, када су САД детонирале атомску бомбу изнад јапанског града Хирошиме. Али семе стрепњи, тврди Веарт...заправо су настале на прелазу у 20. века, када су научници и шира јавност први пут сазнали о радиоактивности. „Сви они страхови које људи имају о радиоактивности и експлозијама били су присутни пре него што је откривена нуклеарна фисија“.
Први измишљени приказ атомског рата са атомским бомбама које уништавају град дошао је од стране Х.Г. Веллса 1914.
Сличне научне фантастике биле су пробни елементи будућег страха – апокалипса, зраци смрти, радиоактивна чудовишта, усамљени преживели који посрћу кроз уништене градове – првобитно нису имали никакве везе са атомским оружјем када су ушли у популарну културу. „Све те ствари су већ биле тамо, а затим биле причвршћене за атомске бомбе“, јер преа тврдњи научника.. „нуклеарна енергија има сјајне удице за хватање ових старих тропа, и сви су се окупили око ње.

Ипак, тек 1945. страх од атомског рата постао је чврсто зацементиран у америчкој психи. „Када је дошла Хирошима, није била само прича о томе да лоши људи могу да униште цивилизацију. То је била стварна реалност", па су се страхови удвостручили када су и САД и Русија почеле да развијају хидрогенске бомбе раних 1950-их, као савршено рационалан одговор на атомске бомбе. 
Хладни рат се сматра инаугурационим догађајем за интересовање научника за ову тему, пошто је неколико друштвених научника покушало да продре у етиологију и величину овог феномена у настајању. На пример, Упитник о нуклеарним ставовима (из 1986. године) је психометријски инструмент који се састоји од 15 ставки које имају за циљ да процене нуклеарну забринутост, нуклеарно порицање, нуклеарну подршку и страх од будућности.
Међу узорком младих одраслих особа, жене су имале значајно већи ниво нуклеарне забринутости и страха од будућности и нижи ниво нуклеарне подршке и нуклеарног порицања.
Из лонгитудиналне перспективе, откривено је да нуклеарна анксиозност, означена нуклеарном забринутошћу и нуклеарним страхом, стално расте међу младим одраслим особама у Сједињеним Америчким Државама  који су више пута испитивани током 1980-их.
Међународни сукоби су кључни покретачи нуклеарне анксиозности на нивоу појединца и заједнице; дакле, доба Хладног рата, које је добро познато по геополитичким тензијама између Западног и Источног блока, карактерише нуклеарна анксиозност. Кубанска ракетна криза (или страх од ракета) из 1962. је савршен пример како су међусобне претње између САД и Совјетског Савеза (СССР) довеле до међународне нестабилности и очекиваних нуклеарних напада. Такође катастрофа у Чернобилу која се догодила у Украјини током Хладног рата је најкатастрофалнији нуклеарни догађај до сада, јер је ослободила више од 5.300 петабекерела радиоактивних материјала у поређењу са другом најзапаженијом нуклеарном несрећом у историји човечанства (док је нпр. акцидент у Фукушими ослободио само 520 петабекерела.
Руско-украјински рат 2022.  је несумњиво најтрагичнији догађај у модерној европској историји од Другог светског рата, који изазива финансијска, социјална и здравствена оптерећења која остају непроцењива. Од 1. јула 2022. године, више од 12 милиона Украјинаца је било принуђено да напусти своје домове, са преко пет милиона избеглица које су примиле суседне земље и око седам милиона интерно расељених. Као војни сукоб, очекује се да ће овај рат створити значајан притисак на здравствене системе у Украјини и суседним земљама због растућих потреба погођених заједница.
Према Светској здравственој организацији (СЗО), надзор и подршка менталном здрављу су основне функције стратегија реаговања на ванредне ситуације јавног здравља, као што су избијања заразних болести и војни сукоби.

## Епидемиологија
Иако нико не зна шта будућност носи, страхови људи су веома стварни — а чини се да се нуклеарна анксиозност изазвана нуклеарним оружјем све чешће појављује код пацијената у ординацијама психолога.
Мада за сада нема тачних података о броју особа са овом врстом анксиозности, психолози кажу да су њихови пацијенти све више забринути због могућег нуклеарног обрачуна.
Јасно је да јавност има дубоко усађене страхове од нуклеарног холокауста. Недавна анкета Галупа показала је да скоро два од три Американца „често“ брине о шансама за нуклеарни рат. Анкета Вашингтон поста међу одраслима и тинејџерима из 1984. показала је да обе старосне групе нагомилавање нуклеарног оружја сврставају међу најважније проблеме са којима се суочавају Сједињене Америчке Државе. У ствари, скоро два од три тинејџера то виде као највећи проблем нације; сваки четврти је рекао да их страх од нуклеарног рата приморава да се „често брину о смрти“.
Студија Универзитета у Мичигену показала је да се страх средњошколаца од нуклеарног рата четири пута повећао између 1975. и 1982. Друго истраживање о дечјим погледима на будућност показало је да су у поређењу са раним 1960-им, деца 1980-их генерално песимистичнија.
Како, кажу стручњаци за ментално здравље, са осећајем бесконачности и импулсивности данас живе многи Американци у младости. Професор Роберт Ј. Лифтон са Сити универзитета у Њујорку, који је проучавао последице Хирошиме, назива то „психичком умртвљеношћу“ – смањеном способношћу осећања.

## Опште информације
За многе је нуклеарна анксиозност уско повезана са Хладним ратом између САД и Совјетског Савеза. Након атомског бомбардовања Хирошиме и Нагасакија у Другом светском рату, разорни потенцијал овог оружја био је превише јасан, што је довело до значајне забринутости међу цивилима, политичарима, и војним особљем у случају њихове употребе. Иако је Хладни рат завршен 1991. године, забринутост око нуклеарног наоружања остаје, а играчи укључени у ове нуклеарне сукобе су се променили током последњих деценија.
За разлику од нуклеарних страхова из 1950-их, 1960-их и 1980-их, данашња анксиозност непрестано рикошетира између кабловских вести, друштвених медија и онлајн форума. У доба масовног информисања уз помоћ најновијих вести на паметним телефонима, за већину грађана значи добровољно прихватање сталног стреса.
Др Graham Davey професор психологије на Универзитету у Сасексу у Енглеској који се специјализовао за анксиозне поремећаје, напомиње да савремени корисници вести доживљавају симптоме налик трауми због изложености емисијама и најновијим вестима, према подацима из његовог истраживања...
| „ | „Један од ефеката које смо истражили је да изложеност негативним вестима узрочно утиче на ваше личне бриге тако што вас тера да их још више катастрофирате... а људи изложени негативним вестима након тога осећају се тужније и анксиозније, а такође су склонији су и да се више опседају сопственим бригама.) | ” |

Интернализовање негативних вести посебно је распрострањено у Сједињеним Америчким Државама, где је АПА-ино истраживање Стрес у Америци из 2017. показало да 95% Американаца редовно прати вести. Сваки пети Американац, или 20%, наводи да стално проверава своје друштвене мреже, што је значајно повећање у односу на 2016. годину Више од половине испитаних рекло је да лоша вест код њих изазива стрес.
Нико не зна потенцијалне дугорочне психијатријске ефекте нуклеарне анксиозности. Клиничке студије о овом питању су ретке, а пошто се Америка деценијама није борила са озбиљним нуклеарним противником, патологија ове анксиозности тек треба да буде у потпуности документована. Дејви сугерише да је анксиозност привремена и везана за негативне извештаје вести, али када су вести у великој мери негативне, као што многи пацијенти осећају данас, анксиозност је хронична реакција.

## Стратегије суочавања особа која раде са нуклеарним оружјем
Да би боље разумели психолошке механизме који омогућавају људима да живе са бомбом, истраживачи су недавно скренули пажњу на физичаре, инжењере и војне стратеге који раде са нуклеарним оружјем. Уопштено говорећи, њихове стратегије суочавања укључују:
- коришћење начина који прикрива катастрофалне последице нуклеарног рата,

- третирање масовна људске смрти као „колатералне штете“.

- ракету МКС, названу „Пејскепер“, означавају као „оружје са ограниченом штетом“.

- неке нуклеарне уређаје ознаћавају као „чисте бомбе“.

Керол Кон, виши научни сарадник Центра за психолошке студије, написала је у свом чланку о нуклеарном језику објављеном у часопису енг. Bulletin of the Atomic Scientists...
... Нуклеарни језик открива механизме дистанцирања и порицања... учење таквог језика даје осећај контроле, осећај овладавања технологијом која се коначно не може контролисати. 
Фокусирајући се на технологију, као што је Кон приметила, на овај начин особа не мора да разматра шира питања нуклеарног рата. Као што то чини инжењер који је дизајнирао уређај за навођење пројектила, који је рекао једном прилком у свом истраживачу...али ово што сам направим не експлодира.
Многи од ових истих механизама суочавања - порицање, прихватање технологије, избегавање личне одговорности - све више се види и у широј јавности.
Многи стручњаци за ментално здравље се надају да ће ове психолошке одбране бити решене и да ће се суперсиле кретати ка ономе што Лифтон назива „осећајем заједничке судбине“.